# Католицизм в Молдове
 Католицизм в Молдове  или Римско-Католическая Церковь в Молдове является частью всемирной Католической церкви. В Молдове действует единственная католическая епархия Кишинёва. Численность католиков в Молдове составляет около двадцати тысяч человек.

## История
В 1227 году территория нынешней Молдовы вошла в епархию Милковии, образованной Римским папой Григорием IX. После татаро-монгольского нашествия епархия Милковии перестала существовать.
В 1370 году Римский папа Урбан V образовал епархию в Серете, в которую также вошли земли сегодняшней Молдовы. В 1413 году была образована епархия в Бае, которая просуществовала до начала XVI века. В начале XIX века Молдова входила в Апостольский викариат Моравии.
27 апреля 1883 года Римский Папа Лев XIII учредил епархию в Яссах (Румыния), в которую входила бо́льшая часть территории нынешней Молдовы. В епархии активно действовали иезуиты, которые основывали многочисленные церковные, образовательные и благотворительные учреждения. Север Молдовы в то время входил в Каменец-Подольскую епархию.
3 июля 1848 года после конкордата между Ватиканом и Российской империей была образована Тираспольская епархия, кафедра которой в первое время находилась в Херсоне, потом была перенесена в Тирасполь. Из-за Крымской войны (1853—1856 гг.) кафедра Тираспольской епархии была перенесена в Саратов, после чего был образован Тираспольский деканат, куда входила вся сегодняшняя Молдова.
После 1917 года на территорию Молдовы распространяла свою юрисдикцию епархия в Яссах. Во время II Мировой войны Молдова входила в Транснистрийскую епархию.
Во время Советского Союза деятельность Католической церкви в Молдове была ограничена. Католические приходы в Молдове после 1945 года входили в епархию Риги. До 1970 года на территории Молдовы действовал только один католический храм в Кишинёве, который находился на местном кладбище. В 1979 году советскими властями была запрещена деятельность единственного католического священника в Молдове.
После образования независимой Молдовы 28 октября 1993 года была образована Апостольская администратура Молдовы, которая 27 октября 2001 года была преобразована в епархию Кишинёва с прямым подчинением Святому Престолу. Первым епископом епархии Кишинёва стал Антон Коша.

## В настоящее время
По данным на 2006 год в Молдове действует единственная католическая епархия — Епархия Кишинёва, 13 приходов, 24 священника (из которых 11 епархиальных и 13 иеромонахов), 22 монаха и 43 монахини.
Епархия издаёт религиозное периодическое издание «Добрый совет».